# Phaeomycena aureophylla
Phaeomycena aureophylla är en svampart som beskrevs av R. Heim 1966. Phaeomycena aureophylla ingår i släktet Phaeomycena och familjen Tricholomataceae.   Inga underarter finns listade i Catalogue of Life.